# Isomorfismo di sottografi
Nella teoria della complessità computazionale, l'isomorfismo di sottografo è un problema decisionale di tipo NP-completo. La descrizione del problema è la seguente: siano dati G1 e G2 due grafi, è G1 isomorfo ad un sottografo di G2?
La ricerca del sottografo isomorfo ha applicazioni in chemioinformatica.